# Condensare benzoinică
Condensarea benzoinică este o reacție organică de de condensare dintre două aldehide aromatice (de obicei se folosește benzaldehida). Reacția este catalizată de unii nucleofili precum anionul cianură. Produsul de condensare este o aciloină, benzoina fiind cel mai simplu reprezentant. O versiune timpurie a acestei reacții a fost dezvoltată în anul 1832 de către Justus von Liebig și Friedrich Woehler. Versiunea catalitică a acestei reacții a fost dezvoltată de Nikolay Zinin la sfârșitul anilor 1830, iar mecanismul de reacție a fost propus în 1903 de către A. J. Lapworth.

## Mecanism
Prima etapă a acestei reacții este reprezentată de o adiție nucleofilă a anionului cianură (cedat în mediu de către cianuri alcaline, precum este cianura de sodiu) la molecula aldehidei, când se formează o cianhidrină. Datorită mobilității protonului, care pleacă spre oxigenul bogat în electroni, se obține ca intermediar un carbanion care se poate adiționa nucleofil la o altă moleculă de benzaldehidă, similar unei reacții de condensare aldolică. Reacția se finalizează când prin transferul de proton dintre atomii de oxigen cu sarcină negativă se reface grupa carbonil și astfel se elimină grupa cian (-CN).